# 354

## Догађаји
- Цар Констанције II позива свог цезара (и рођака) Констанција Гала у Цариград након што је чуо неповољне извештаје о њему. Гал, цезар Истока, угушио је побуне у Сирији, Палестини и централној Анадолији. Констанције га лишава моћи и касније га погубљује у Пули (Истра).
- Направљен је Римски календар из 354. године, илуминирани рукопис, који постаје најранији датирани кодекс.
- Као резултат тога што је узурпатор Магнус Магненције углавном повукао војске Запада да би се бориле против Констанција II, хорде варвара (Франака и Алемана) прелазе горњи ток реке Рајне у Галију и нападају земље Хелвећана.
- Фу Шенг, цар бившег Ћина, влада северном Кином.
- Либаније постаје учитељ реторике у Антиохији; међу његовим ученицима су Јован Златоусти и Теодор Мопсуестијски.

## Рођења
- 13. новембар — Блажени Августин - хришћански светитељ и епископ ипонски. (†430)
- Апа Бејн, хришћански пустињак и светац
- Павлин Нолски, француски епископ и писац (умро 431)
- Пелагије, енглески монах и теолог (умро 418)